# Эшер, Гитта
Гитта Эшер (нем. Gitta Escher, род. 18 марта 1957, Нордхаузен, ГДР) — восточногерманская спортивная гимнастка.
Бронзовая медалистка Олимпийских игр 1976 года в Монреале в командных соревнованиях (в составе команды ГДР). Кроме того, вышла в финалы в личном многоборье и в трёх отдельных видах — бревно, опорный прыжок и вольные упражнения. В многоборье заняла итоговое 6-е место, в вольных упражнениях 6-е, в опорном прыжке 5-е и на бревне 6-е.
Воспитанница клуба SC Chemie Halle.